# 罗尔夫·雷姆高
罗尔夫·雷姆高（瑞典語：Rolf Rämgård，1934年3月30日—），瑞典男子越野滑雪运动员。他曾代表瑞典参加1960年冬季奥林匹克运动会越野滑雪比赛，获得一枚银牌和一枚铜牌。